# Kieran Modra
Kieran John Modra (ur. 27 marca 1972 w Port Lincoln, zm. 13 listopada 2019 w Kingsford) – australijski niewidomy kolarz, pływak i lekkoatleta. Startował na 6 paraolimpiadach. Mistrz paraolimpijski w kolarstwie torowym z Pekinu w 2008 roku. Dwukrotny mistrz paraolimpijski z Aten w 2004 roku.
W swoim dorobku posiadał 10 medali Igrzysk Paraolimpijskich (5 Złotych oraz 5 brązowych), które zdobył w latach 1992–2016.

## Medale Igrzysk Paraolimpijskich

### 2012
- – Kolarstwo – bieg na dochodzenie indywidualnie – B

### 2008
- – Kolarstwo – bieg pościgowy indywidualnie – B&VI 1–3
- – Kolarstwo – trial na czas – 1 km – B&VI 1–3

### 2004
- – Kolarstwo – sprint – 1 km – B&VI 1–3
- – Kolarstwo – bieg pościgowy indywidualnie – 4 km – B&VI 1–3
- – Kolarstwo – wyścig uliczny/trial na czas – B&VI 1–3

### 1992
- – pływanie – 100 m – st. grzbietowy
- – pływanie – 200 m – st. grzbietowy